# Ingemund
Ingemund, talvolta indicato dagli studiosi moderni come Ingimundr o Ingimund (... – isola di Lewis, 1097), fu un emissario del re di Norvegia Magnus III vissuto nell'XI secolo.
Nell'ultimo decennio dell'XI secolo, Ingemund fu incaricato da Magnus di assumere il controllo del regno delle Isole, precipitato nel caos dopo la morte del sovrano Godred Crovan (Guðrøðr nelle fonti scandinave) nel 1095, evento a cui fece seguito una serie di lotte intestine tra i discendenti del defunto e i successivi tentativi degli irlandesi di conquistare la regione. Ingemund e i suoi seguaci vennero uccisi sull'isola di Lewis dagli aristocratici locali mentre stavano per affermarsi al potere. L'anno seguente, Magnus decise di condurre di persona una spedizione navale che gli consentì di occupare stabilmente il regno.

## Contesto storico: l'anarchia nelle Isole

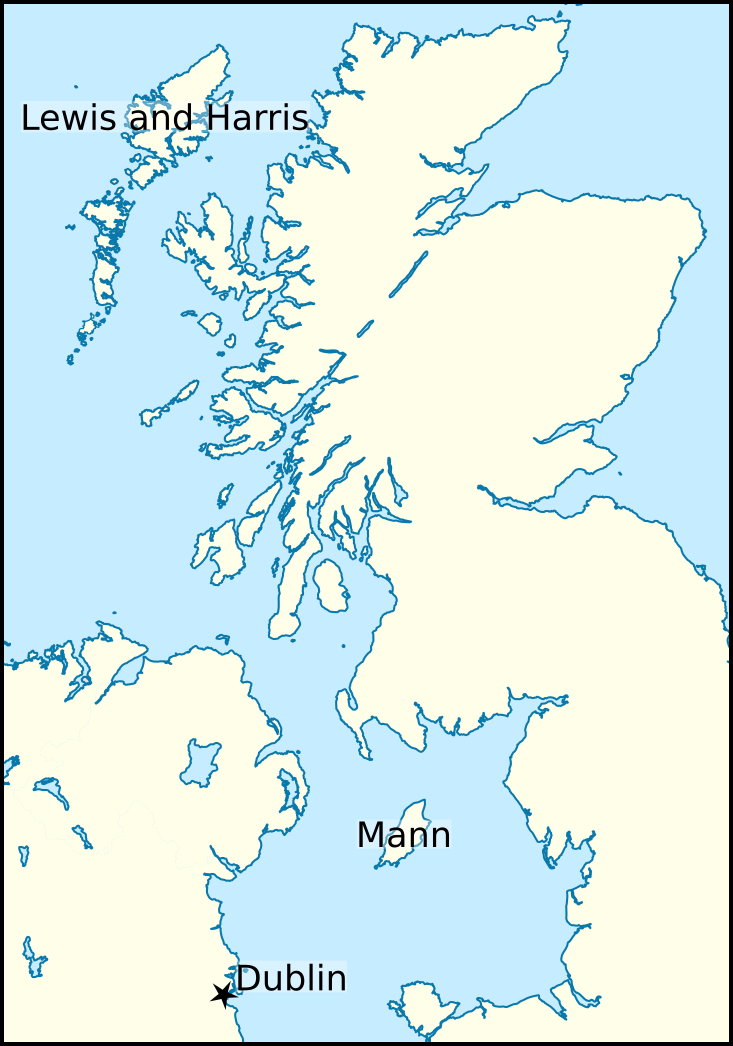
Le località che interessarono Ingimundr nell'epoca in cui visse

Tra il 1060 e il 1070, Godred Crovan si impose al comando del regno delle Isole grazie alla conquista dell'isola di Man, e fu capace di soggiogare con la forza il regno di Dublino intorno al 1091. Tuttavia, a partire dal 1094 la sorte non gli fu più favorevole ed egli venne scacciato dall'Irlanda per opera degli Uí Briain, morendo l'anno seguente nelle Ebridi. Vi è incertezza a proposito del quadro politico nelle Isole nell'ultimo decennio dell'XI secolo. Ciò che si sa per certo è che, prima del 1100, il re di Norvegia Magnus III guidò una flotta di guerrieri dalla Scandinavia verso ovest, assunse il controllo del regno delle Isole e affermò la propria supremazia nel Mare d'Irlanda fino alla sua morte, avvenuta nel 1103. Secondo la Cronaca di Man del XIII-XIV secolo, quando Godred morì nel 1095, Lagman (Lǫgmaðr) gli succedette come figlio maggiore e regnò per sette anni. I dati cronologici forniti sulla fonte summenzionata sono stati spesso messi in dubbio da vari esperti, motivo per cui rimane incerto se il regno di Lagman iniziò prima dell'arrivo di Magnus, durante il dominio del re norvegese o addirittura dopo la sua morte. Nonostante l'incertezza relativa ai primi momenti del suo regno, la cronaca rivela che Lagman affrontò una continua opposizione all'interno della sua stessa famiglia, a causa della ribellione scatenata da suo fratello Haraldr.

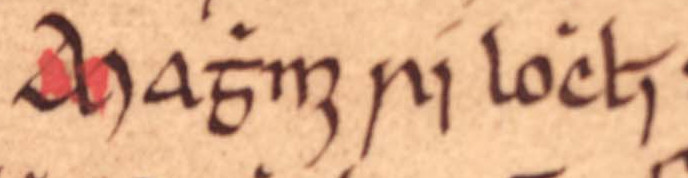
Il nome e il titolo del signore di Ingemund, Magnus III di Norvegia, come appare sul folio 46v degli Annali dell'Ulster

Sebbene la Cronaca di Man sostenga che Lagman avesse volontariamente rinunciato al suo trono, vi è motivo di credere che tale decisione avvenne sotto costrizione. Intorno al 1096, la cronaca afferma che gli aristocratici isolani invocarono l'assistenza di Muircheartach Ua Briain, re del Munster (morto nel 1119), chiedendogli di designare un reggente tra i suoi parenti per governare fino a quando il fratello minore di Lagman, Olaf (Óláfr, morto nel 1153), non sarebbe stato abbastanza adulto da assumere il controllo. Il resoconto della cronaca potrebbe provare che, intorno al 1096, Lagman affrontò una fazione rivale capeggiata da Olaf; quando però divenne manifesto che non vi era la possibilità di rovesciare Lagman da solo, egli si rivolse a Muircheartach in cerca di ausilio. In ogni caso, la cronaca rivela che Muirchertach installò poi sul trono Domnall mac Taidc (morto nel 1115). L'uccisione nel 1096 del fratello di Domnall, Amlaíb, come riportato dagli Annali dei Quattro Maestri del XVII secolo, lascia intuire che Domnall e i suoi familiari più prossimi affrontarono una significativa opposizione nelle isole, probabilmente fomentata dai vecchi seguaci di Lagman. La cronaca definisce oppressivi i tre anni di dominio di Domnall, terminati quando i principali isolani si ribellarono contro di lui e lo esiliarono dal regno riportandolo in Irlanda.

## L'arrivo di Ingimundr nelle isole
Fin dove si estendesse l'autorità di Domnall resta sconosciuto, così come è discutibile che godesse di un qualche peso effettivo nelle Ebridi settentrionali, le isole più lontane da Man. Intorno al 1097, Magnus inviò Ingemund (Ingemundr) nelle isole per prendere possesso del regno. Dopo essere approdato e aver espugnato Lewis, la cronaca rivela che Ingemuns fu rovesciato e ucciso mentre era impegnato ad accrescere la cerchia di potere dei norvegesi.
(Cronaca di Man)

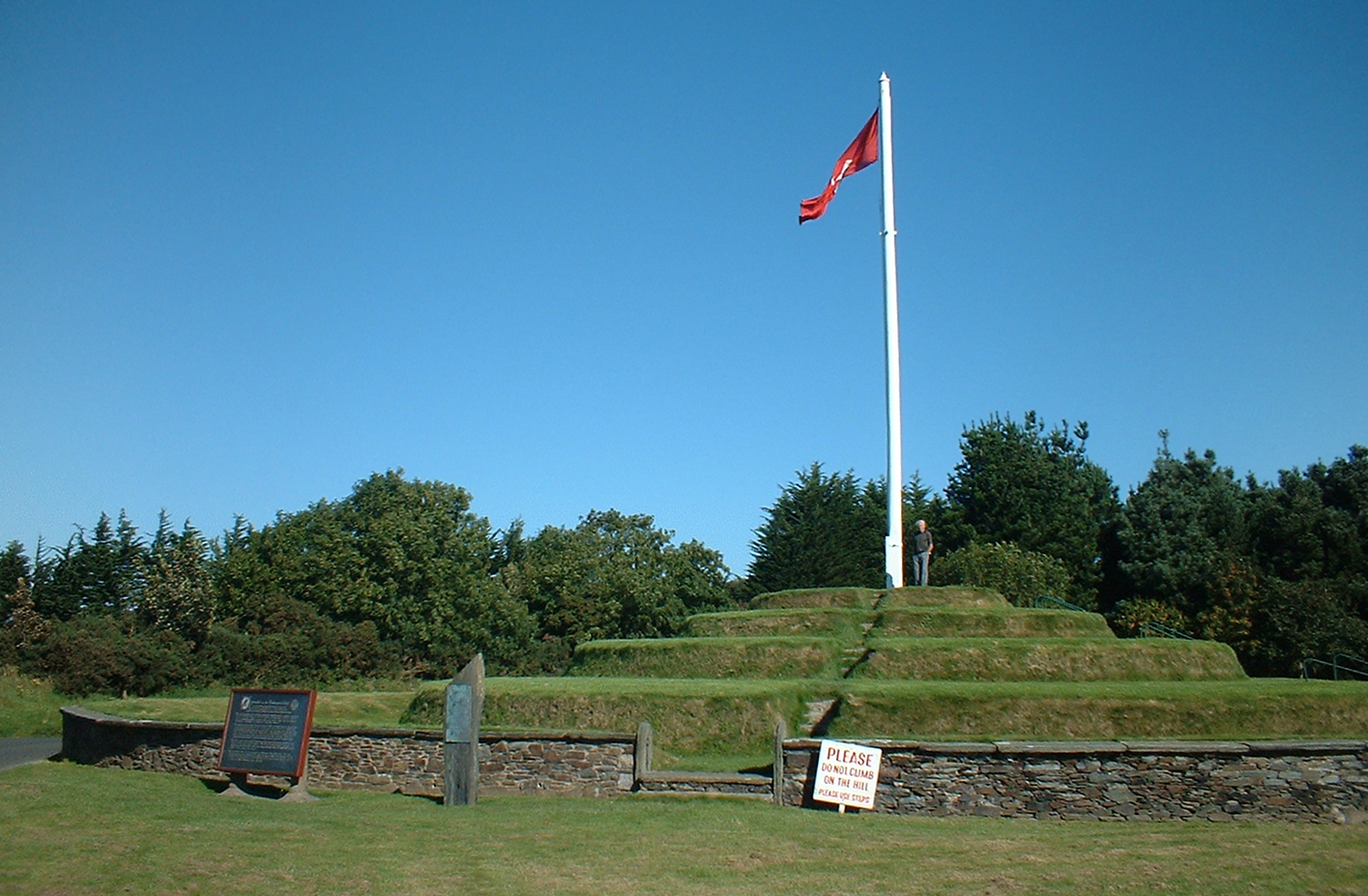
La collina di Tynwald, sull'isola di Man, potrebbe essere coincisa con un luogo di assemblea cruciale all'epoca del regno delle Isole. È possibile che fosse infatti stata la località dove gli isolani acclamavano pubblicamente i loro re, promulgavano nuove leggi e risolvevano le controversie. Quanto sorge sulla collina risale però al massimo al XVIII secolo

La decisione di Ingemund di insediarsi su un'isola ai margini del regno potrebbe essere stata giustificata dalla sua incapacità di ottenere alcuna autorità a Man. La cronaca rivela che l'anno seguente esplose lì una guerra civile, e il cronista Orderico Vitale attesta che l'isola di Man venne a tal punto devastata da divenire un vero e proprio deserto quando Magnus si preparò a raggiungerla partendo dalla Norvegia. La guerra stessa potrebbe essere stata collegata alle summenzionate lotte che tenevano impegnati i figli di Godred. Sebbene non si possa escludere che fosse stato Magnus a costringere Domnall ad abbandonare le isole, la mancata menzione da parte della cronaca di Domnall durante il conflitto accaduto a Man potrebbe confermare che ne aveva già perso il controllo in precedenza. Entro il termine dell'anno, Magnus in persona arrivò nelle isole, circostanza la quale lascia intendere che Ingemund fosse già stato ucciso per mano degli isolani, spingendo il re norvegese a intervenire direttamente.
Si sa poco dell'insediamento dei re nelle isole. Si tende tuttavia a credere che i principali esponenti politici locali (principes Insularum) svolsero un ruolo significativo nella nomina del sovrano. Sebbene Godred si fosse assicurato il potere con le armi, la cronaca sostiene che i suoi discendenti cercarono una legittimazione conferita dall'élite locale. Ancora a tal proposito, tale fonte segnala che furono i «nobili delle isole» a invocare l'intervento di Muircheartach nelle isole in seguito alla contesa scoppiata tra i figli di Godred, e furono poi «tutti i capi delle isole» ad allontanare l'uomo che il re irlandese selezionò, Domnall mac Taidc, non molto tempo dopo. Infine, dopo la morte di Magnus avvenuta nel 1103, la cronaca attesta che furono i «capi delle isole» a chiedere a (il figlio di Godred) Olaf di insediarsi sul trono.